# Kind aus der Esterweger Dose
Koordinaten: 53° 2′ 3″ N, 7° 39′ 48″ O
Das Kind aus der Esterweger Dose (auch Moorleiche aus der Sedelsberger Dose, oder Junge von Burlage, inoffiziell Burli genannt) ist die Moorleiche eines Jungen aus dem Hochmittelalter, die im Torfabbaugebiet des Moorgutes Sedelsberg, Gemeinde Saterland, in der Esterweger Dose im südlichen Ostfriesland bei dem Dorf Burlage, Gemeinde Rhauderfehn, westlich des Saterländer Westermoores gefunden wurde.

## Fund
Am 27. Februar 1939 stieß Torfarbeiter Heinrich Breer im Gebiet des Moorgutes Sedelsberg auf die Knochen einer Moorleiche.

## Untersuchungen

Rot markiert die erhaltenen Knochen des Kindes aus der Esterweger Dose

Nach früheren Untersuchungen sollte es sich bei der Moorleiche um die Reste einer Frau handeln, datiert auf die Zeit zwischen 1000 und 1200 n. Chr.
Am Institut für Rechtsmedizin des Universitätsklinikums Hamburg-Eppendorf wurde die Leiche im Jahre 2010 von Spezialisten verschiedener Fachrichtungen untersucht und die sehr ausführlichen Forschungsergebnisse in einer Publikation vorgelegt. Dabei wurde festgestellt, dass es sich bei der vermeintlichen „Dame aus der Esterweger Dose“ um einen jungen Mann handelt. Das Geschlecht wurde unter Vorbehalt anhand bestimmter, im Knochenbau ausgeprägter Merkmale als männlich bestimmt. Der Tote starb als Jugendlicher im Alter von zwölf bis 14 Jahren.

## Befunde
Das Skelett aus Burlage gehört zu einem Jungen, der im Leben keinen erkennbaren Mangel litt. Allerdings war er körperlich behindert. Er dürfte schlimm gehinkt haben. Ursache war eine Entzündung des Knochenmarks im rechten Schienbein, zudem war sein linker Oberschenkelkopf deformiert. Auch dass der Junge Rechtshänder war, stellten die Spezialisten fest.

## Datierung
1956 wurde der Fund zunächst pollenanalytisch in das 11. bis 12. Jahrhundert datiert. Mittels 14C-AMS-Datierung einer Knochengewebeprobe in den 1990er Jahren konnte der Todeszeitpunkt zwischen 1050 und 1200 n. Chr. eingegrenzt werden. Im Zuge der Untersuchungen im Jahr 2010 konnte durch neue 14C-Datierung mit aktuellen Kalibrierungsdaten der Todeszeitraum zwischen 1046 und 1164 n. Chr. noch genauer gefasst werden.

## Verbleib
Die Überreste des Jungen wurden im Magazin des Landesmuseum für Natur und Mensch in Oldenburg, seinerzeit noch Staatliches Museum für Naturkunde und Vorgeschichte, unter der Inventarnummer 5775 aufbewahrt. Im Rahmen der Sonderausstellung „Esterweger Dose gestern und heute“ wurden die bräunlichen Knochen von März 2005 bis März 2009 im Moor- und Fehnmuseum Elisabethfehn im Landkreis Cloppenburg in einer klimatisierten Vitrine ausgestellt. Von Mai bis August 2011 zeigte das Oldenburger Museum für Natur und Mensch den Fund in seiner Sonderausstellung „O, schaurig ist’s, übers Moor zu gehn …“. Zukünftig soll der Fund als Dauerleihgabe wieder in seiner Herkunftsregion, im Moor- und Fehnmuseum Elisabethfehn zu sehen sein.

## Weiterer Fund
Ebenfalls in der Nähe von Burlage wurde im Jahr 1953 der Torfhund von Burlage gefunden.